# Meredith Hunter
Meredith Hunter, född 24 oktober 1951, död 6 december 1969, var en afroamerikansk man som blev dödad av säkerhetspersonalen under gratiskonserten Altamont Free Concert år 1969. Incidenten filmades och finns bland annat med i dokumentären Gimme Shelter.
Under det brittiska bandet Rolling Stones' framträdande höggs Hunter ihjäl av den 21-årige Hells Angels-medlemmen Alan Passaro, som arbetade som säkerhetsvakt. Hunter hade dragit fram en revolver, Passaro hävdade självförsvar och han frikändes. Obduktionen visade att Hunter hade metamfetamin i kroppen då han dog.